# Zale vernifera
Zale vernifera là một loài bướm đêm trong họ Erebidae.